# Rodolfo Villani
Rodolfo Villani (Roma, 30 maggio 1881 – Roma, 20 dicembre 1941) è stato un pittore e fotografo italiano.

## Biografia
Nacque a Roma il 30 maggio 1881. Appassionato di pittura fin da giovane, fu allievo di Virginio Monti, da cui apprese la tecnica dell'affresco e col quale collaborò alla decorazione di numerose chiese italiane; partecipò nel 1912 al concorso nazionale per le decorazioni del Vittoriano di Roma, suscitando l'interesse della critica e della commissione giudicatrice; il successo ottenuto gli fece ottenere la commissione di una pala d'altare donata da re Vittorio Emanuele III alla chiesa di Santa Maria dei Latini a Gerusalemme.
Partecipò alla prima guerra mondiale come fotografo ufficiale della 3ª Armata del Regio Esercito agli ordini del duca d'Aosta Emanuele Filiberto, suo amico personale. Durante la guerra realizzò una trentina di tempere sul conflitto, esposte poi alla prima Biennale di Roma del 1921, mentre intorno al 1917 avrebbe realizzato un dipinto nell'ambito della decorazione del cimitero comunale di Aquileia, appositamente ampliato per accogliere le salme di aquileiesi e soldati caduti in guerra, i cui lavori furono interrotti dalla disfatta di Caporetto.
Nel 1920 fu invitato alla XII Esposizione internazionale d'arte di Venezia e contestualmente partecipò alla decorazione di numerosi palazzi governativi tra cui il Viminale (allora sede della Presidenza del Consiglio dei ministri) e il palazzo dell'Istruzione; realizzò inoltre, per conto dell'architetto Antonio Barluzzi, i mosaici della volta della cripta e dell'abside superiore nella basilica della Trasfigurazione sul monte Tabor, in Galilea (riportati poi da Arturo Lancellotti sulla rivista Arte Cristiana). Intorno al 1928 gli fu commissionata la decorazione interna a mosaico del duomo di Messina, distrutto dal terremoto del 1908, ma le sue proposte furono bocciate dalla commissione giudicatrice e l'incarico passò poi a Giulio Aristide Sartorio e infine a Giulio Bargellini. Per la città siciliana preparò un bozzetto intitolato La predicazione di San Paolo ai Messinesi oltre che lo studio preparatorio per il restauro del braccio reliquiario di san Paolo, custodito all'interno del tesoro del duomo.

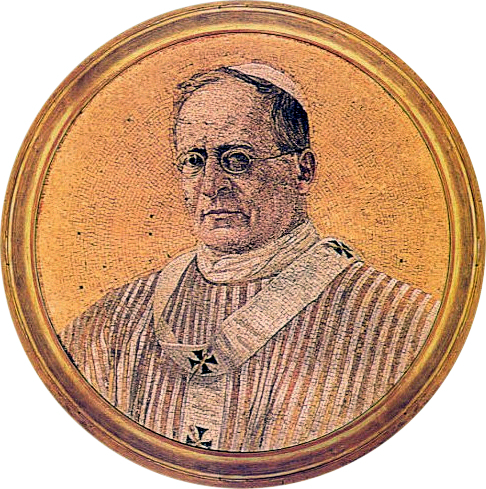
Mosaico con ritratto di papa Pio XI, conservato presso la basilica di San Paolo fuori le mura a Roma.

Fu segretario generale della Biennale d'arte di Roma nel 1921, nel 1923 e nel 1925, anno in cui realizzò un ritratto di papa Pio XI, esposto nella basilica di San Paolo fuori le mura.
Ha inoltre diretto la scuola d'arte dell'Istituto Romano di San Michele.
Morì a Roma il 20 dicembre 1941.
Nel 1974 il comune di Roma gli ha dedicato uno slargo in zona Acilia Sud. Il suo archivio personale è stato dichiarato di interesse storico particolarmente importante dalla Soprintendenza archivistica e bibliografica del Lazio nel 2024.

## Opere
- Allegoria della morte del soldato (attribuito), 1916-1917, dipinto, 350×250 cm, Aquileia, cimitero comunale[2]
- La scienza e Il costruttore, 1922, affreschi, Roma, palazzo del Viminale[11][12]
- Ritratto di Papa Pio XI, 1925, mosaico, Roma, basilica di San Paolo fuori le mura
- San Patrizio vescovo, 1929, mosaico, Roma, chiesa di San Patrizio a Villa Ludovisi[13]
- San Felice orante, 1934-1935, affresco, Roma, chiesa di San Felice da Cantalice